# Discriminación contra personas del medio rural
La discriminación contra personas del medio rural se refiere a un conjunto de actitudes y prácticas discriminatorias hacia personas provenientes del medio rural: campos y pequeños pueblos, como parte de la brecha urbano-rural, tales como el acceso a la educación, a la salud, al capital cultural y los aspectos culturales propios de la vida urbana, la brecha digital, entre otros. Lo más común es cuando se produce la migración desde el campo a la ciudad, donde las personas provenientes del medio rural se enfrentan a diferentes situaciones de exclusión social, pobreza y marginalidad, invisibilización, desempleo y desigualdad de ingreso, entre otros tipos de discriminación al llegar al medio urbano, propiciados por diferentes factores, tales como el racismo y el clasismo. Algunas costumbres, hábitos o tradiciones de las personas provenientes del campo pueden producir un choque cultural con los habitantes nativos de sectores urbanos.
La situación de discriminación o rechazo hacia lo «pueblerino» o «campestre» es relativo y varía en cada región o cada país, por lo que dada tal heterogeneidad, es que las investigaciones de científicos sociales al respecto se basan, en su mayoría, por estudios de caso. Por ejemplo, para habitantes de metrópolis de más de diez millones de habitantes, una localidad de menos de 500 mil habitantes puede ser considerada como un «pueblo»; en cambio, para alguien originario de una ciudad de 500 mil habitantes, un pueblo es, por ejemplo, una localidad de menos de 50 mil habitantes, y así sucesivamente. Así pueden surgir una serie de términos diferenciativos y peyorativos hacia las personas provenientes de sectores menos poblados, originado principalmente a la falta de relativismo cultural que hace pensar, de una manera prejuiciosa, que las personas de origen urbano son más «civilizadas» o «culturalmente evolucionadas» que las del medio rural, con una mayor cantidad de modales y otros aspectos socioculturales que le darían una cierta ventaja o superioridad, creando así diferentes estereotipos hacia las personas del mundo rural, tanto negativos como positivos. El término «narcisismo geográfico» fue acuñado para definir la conducta de personas que habitan en las grandes ciudades y que presumen ser mejores o superiores frente a personas de ciudades más pequeñas y del campo, solo por el hecho de provenir de un medio urbano.
De acuerdo a reportes y estudios especializados, situaciones discriminatorias hacia habitantes de pequeñas localidades y sectores rurales se reportan en mayor medida hacia otros grupos vulnerables, como algunas minorías étnicas, mujeres campesinas y personas LGBT.